# Guillaume Martineau
Pour les articles homonymes, voir Martineau.
Guillaume Martineau est  un pianiste, improvisateur, compositeur et chef d’orchestre québécois.  
À la suite de sa rencontre avec le pianiste Oliver Jones, il se tourne vers le jazz.

## Études
Il complète d'abord des études de premier cycle en piano classique à l’Université de Montréal, puis une maîtrise en musique classique à l’Université McGill. En  2012, il termine des études en jazz au Berklee College of Music à Boston . 

## Honneurs
- 2009, 1er prix au Concours de musique du Canada
- 2012,  North American Scholarship et bourse Zambelli pour piano classique.
- Révélation jazz de Radio-Canada pour la saison 2015-2016[1]

## Œuvres produites
- un album en quintette (Par 5 chemins) lancé en 2015
- un triptyque d’enregistrements solos sortis en 2016
- avec le collectif Lucioles, l’opus Théâtre magique, réalisé par le batteur Robbie Kuster

## Animation
Il fut animateur d'émissions de musique improvisée  à CIBL.